# Banksia rosserae
Espèce
Classification phylogénétique
Banksia rosserae est une espèce de plantes à fleurs du genre Banksia et de la famille des Proteaceae. Endémique dans l'intérieur de l'Australie de l'ouest, cette espèce est l'unique Banksia présente en zone aride. Elle a été découverte en 2000 et baptisée en hommage à Celia Rosser, une artiste reconnue qui a publié une monographie en trois volumes, Les Banksias (The Banksias), contenant des peintures des 76 espèces connues à l'époque.

## Description
Banksia rosserae se présente sous la forme d'un buisson comportant plusieurs tiges d'environ 2m et demi à trois mètres de haut, et de trois à quatre mètres de large.

## Aire géographique

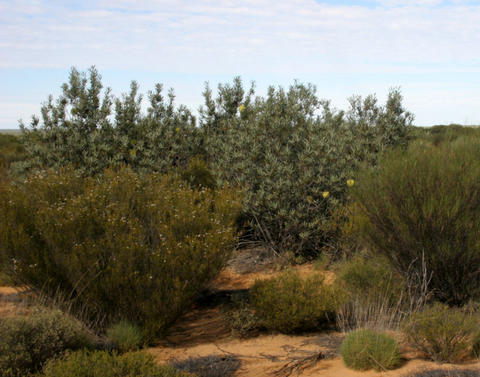
Habitat, en Mai 2006.

Les exemplaires jusqu'ici découverts de Banksia rosserae sont circonscrits à une zone sud-sud ouest du Mont Magnet, dans l'ouest de l'Australie. Cette zone est distante de 200 kilomètres de l'espèce de Banksia la plus proche, ce qui représente une rupture géographique significative pour le genre. De plus, sa répartition se limite exclusivement à la zone aride, un habitat qu'on ne pensait pas propice au développement de Banksia.
Banksia rosserae a été pour la première fois découvert par John Cullen en septembre 2000, sur la station de Kirkalocka, à environ 50 kilomètres au sud du mont Magnet. À l'origine, deux plants furent découverts, au sommet d'une dune. L'année suivante, Peter Olde a récolté des specimen et publié une description de l'espèce. En janvier 2002, une recherche ultérieure a abouti à la découverte de six plantes, distantes de 20 kilomètres des deux plantes originelles. Puis dix-huit plantes supplémentaires furent trouvées, près de la station de Kirlalocka. Bien que la population soit extrêmement réduite, l'espèce n'a pas été déclarée en voie de disparition, ni menacée car il existe plusieurs peuplements, assez importants dans ce lieu (désormais considéré comme un conservatoire pour l'espèce) ; de plus, les plantes sont apparues vigoureuses et capables de se régénérer après un incendie.

## Taxonomie
Les liens entre Banksia rosserae et les autres banksias sont incertains. Ils partagent certains traits caractéristiques, tels que le tronc désquamé (?) («flakey trunk»), avec Banksia laevigata.

## Culture
La culture de Banksia rosserae est encore mal connue mais devrait s'accommoder d'un climat de type méditerranéen, pourvu que la plante soit bien drainée.

## Sources
- (en) Cet article est partiellement ou en totalité issu de l’article de Wikipédia en anglais intitulé « Banksia rosserae » (voir la liste des auteurs).